# Falerone
Falerone est une commune italienne située dans la province de Fermo, dans la région Marches, en Italie centrale. En 2019, elle comptait environ 3 250 habitants.

## Armoiries de la Ville
Le blason représentant une armure médiévale rappelle la domination du pays par la seigneurie locale de féodaux d’origine franque, héritiers d’un peuple traditionnellement belliqueux et voué à la guerre, qui créèrent leur propre état en dominant 30 châteaux de la moyenne-haute Val di Tenna, faisant de Falerone leur capitale.
Sur les armoiries, en plus du casque avec un panache aux épaules et aux côtés de la protection, apparaît un bouclier sannitique. Il a, en son intérieur, une bande rouge sur fond bleu avec écrit S.P.Q.F rappelant la grandeur et la splendeur de la ville romaine de Falerio Picenus née dans cette commune en 29 av. J.-C., non inférieure par importance à la ville voisine de Fermo.

## Géographie
Falerone est située sur une colline à 432 m d'altitude, dans la province de Fermo, entre la mer Adriatique et les monts Sibyllins.

## Histoire

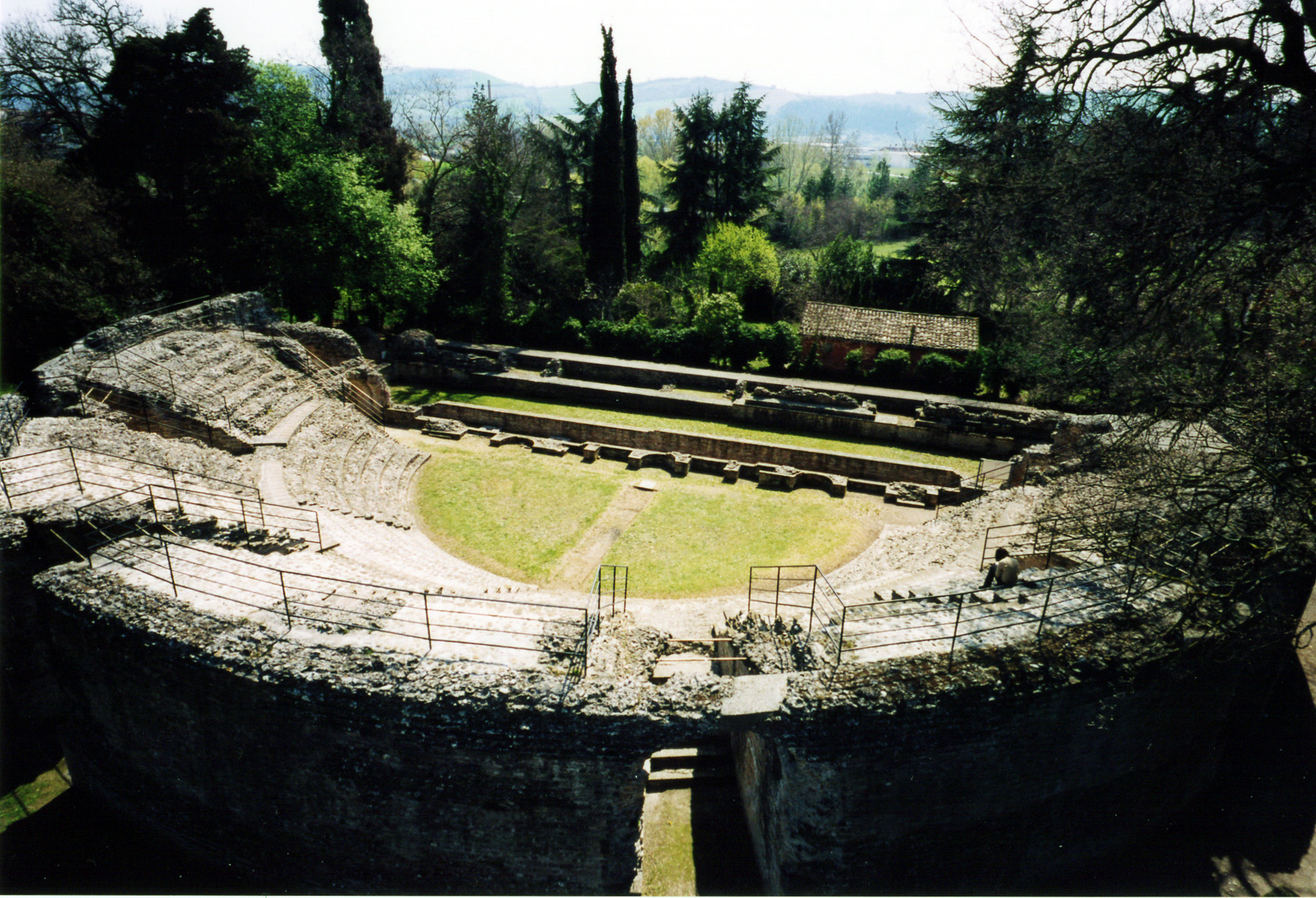
Théâtre de Falerio Picenus.

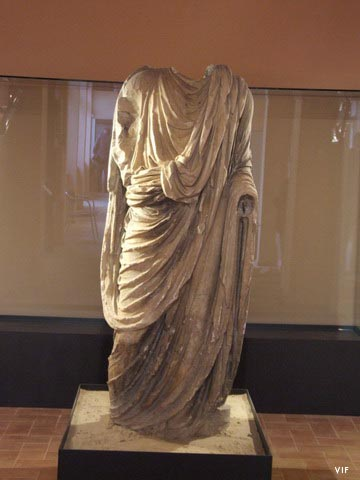
Statue romaine provenant de Falerio Picenus.

En 90 av. J.-C., au pied du Mons Falarinus, on se souvient de la défaite de l'armée du général romain Cnaeus Pompeius Strabon par les picéniens commandés par Gaius Vidacilius, Publius Ventidius et Titus Lafrène, dans le parcours des légions romaines vers Fermo. 
En 29 av.J.-C., dans la centuriation augustéenne de la vallée du Tenna, Falerio Picenus fut édifiée au point de jonction entre Firmum, Urbs Salvia et Ausculum. La représentation graphique de Falerio Picenus dans le code Acernario du VIe siècle, avec les deux portes, au nord vers Urbs Salvia, et au sud vers Novana et Ausculum, nous confirme l’importance du Castrum.
Aux IVe et Ve siècles, le siège épiscopal de Falerio revient à Fermo, signe évident de l’état de décadence manifeste de la ville romaine déjà en proie à des hordes barbares, au dépeuplement et à la perte de prestige des centres romains au profit de villes plus grandes. Reste, à Falerone, l’église paroissiale de Santo Stefano, sous la juridiction de Fermo.
En 765, Falerone est le siège d’un gastaldat lombard dépendant du duché de Fermo, institué par le roi Didier de Lombardie en fonction antiméridionale, contre le duché de Spolète et le duché de Bénévent. Le gastald Volveto laisse une inscription sur son sépulcre, peut-être à San Giovanni delle Piagge (détruite), au-dessus des Plaines de Falerone, où se trouve également l’église lombarde de San Paolino da Nola.
En 977, avec la naissance d’un grand État féodal sur la haute colline de Fermana-Maceratese dirigée par la Seigneurie des Brunforte et des descendants de Mainardo, Falerone devient l’un des châteaux majeurs. Ses seigneurs, vicaires de Farfa, ardents gibelins reliés aux Montefeltro et aux Visconti gardent la domination sur les châteaux voisins et sur Falerone jusqu’en 1378, quand il se soumet à Fermo. 
En 1274, dans la division des biens entre Pietro et Offreduccio fils de Fallerone, le village et ses habitants sont soumis à la domination féodale des seigneurs, avec Penna San Giovanni, Belluco, Servigliano, une partie de Loro Piceno, Cerreto (fraction de Montegiorgio), etc.
On ne parle donc pas de Commune jusqu’en 1378, quand les seigneurs de Falerone, dans les personnes de Stefano et Vanni (dit Vagnozzo) fils de Pietro II, durent quitter la résidence de Falerone et résider à Fermo, comme condamnation qui leur a été infligée par le Conseil Fermain pour l’assassinat de Berto, Fils de Filippo, seigneur de Massa Fermana, lors d’une bagarre qui a éclaté lors d’une fête locale.La condamnation sert de prétexte aux Fermains pour déraciner la seigneurie de Falerone et occuper la ville, en décrétant la fin des domaines dits paysans des nobles locaux qui pendant environ deux siècles du XIe au XIIIe avaient donné du prestige et de la puissance à leurs châteaux et seigneuries.

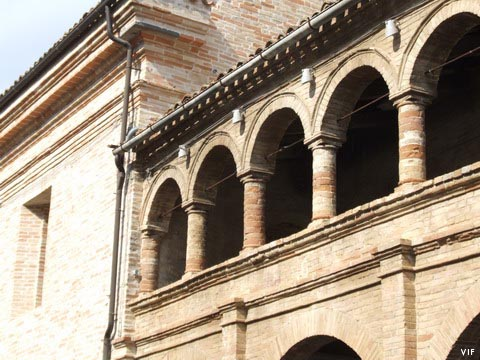
Détail architectural, Falerone.

Le processus d’occupation militaire arrête et détruit les résistances locales finit par impliquer plusieurs autres pays avec Falerone. Les familles les plus nobles sont éliminées et déracinées de leurs fiefs : tout comme Stefano et Vanni da Pietro II, Gentile da Mogliano est dépouillé de ses biens, Boffo da Massa défait, les Monteverdi sont éliminés, les Brunforte dispersés, ne subsistent`que les forteresses de Montappone, Massa Fermana, Penna San Giovanni, Sant’Angelo in Pontano. Le tout s’offre à l’avantage de la formation de l’État de Fermo et de sa seigneurie sur les châteaux de son domaine, entité qui durera jusqu’à l’Unité d’Italie.

## Culture

### Arts et Architecture
La forte présence franciscaine à Falerone est documentée dès le XIIIe siècle, tandis que l’activité monastique et la présence de moines et de petites abbayes sur ces terres remontent à l’époque lombarde. Un premier couvent de moines se trouvait dans le quartier de Piagge, à proximité d’une ancienne église lombarde dite de San Giovanni (aujourd’hui détruite), non loin du lieu où se trouve encore aujourd’hui l’Église millénaire de San Paolino, elle aussi d’âge lombard. En outre, ce sont des bâtiments abbatiaux, en plus d’être des lieux de culte, les églises de Santa Margherita et de Santo Stefano; la première dépendait des moines de San Pietro in Ferentillo, la seconde représentait l’église principale de l’ancien diocèse de Falerone (aujourd’hui disparu avec l’église).

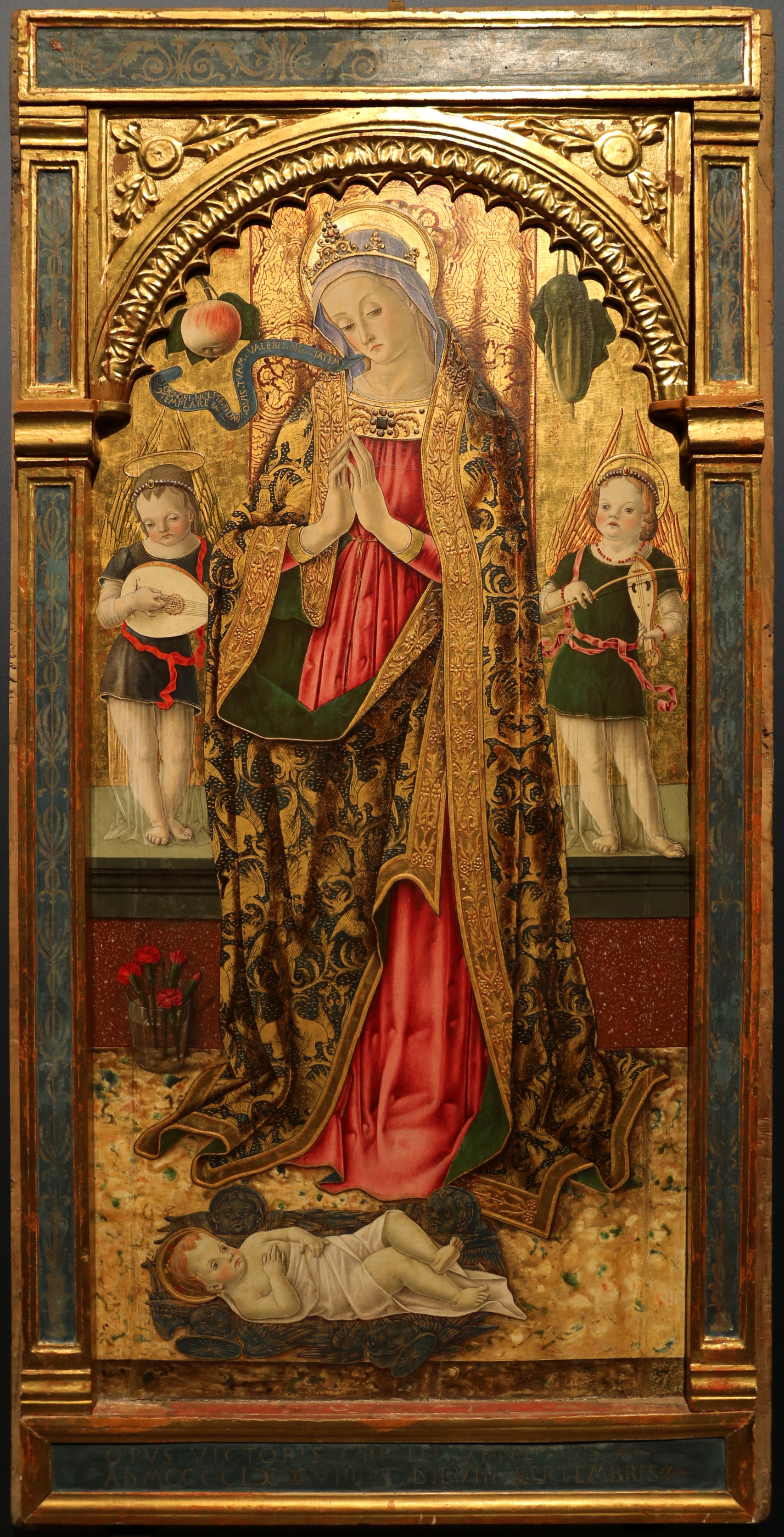
Madone adorant l’Enfant, Vittorio Crivelli, San Fortunato, Falerone.

Il est donc clair que le monachisme de Falerone provient en grande partie de l’influence des Bénédictins qui émigrèrent d’Ombrie sur ces terres, en fondant des couvents et en introduisant le culte pour leurs saints (le culte de San Fortunato da Montefalco remplacé par le saint par Todi patron de Falerone fut importé d’Ombrie à l’époque antique). Les premiers Franciscains s’installèrent à Falerone au milieu du XIIIe siècle, fondant leur monastère sur la colline du Cimetière en construisant leur Église dédiée au patron du Pays (d’où la dénomination du lieu : colline San Fortunato). Ce n’est qu’en 1292 que les Franciscains s’implantèrent dans la ville et s’installèrent à l’église Santa Maria en la rebaptisant en 1352 église San Fortunato, même si les Faleronais l’appellent encore de San Francesco. La construction du monastère annexe est de la même époque. L’église sur la colline est restée telle jusqu’à ce qu’elle soit abattue pour l’érection de la chapelle du Cimetière; le titre de San Fortunato a été transféré à l’église de San Francesco qui est encore aujourd’hui rappelée comme Temple de San Fortunato dit de San Francesco. 
En 1542, des moines appartenant à l’ordre des Clarènes abandonnèrent le couvent des Piaggie et fondèrent une Chiesina sur une colline près du pays, la dédiant à la Madonna degli Angeli et y construisant une résidence annexe (A noter la fresque intérieure de l’église au-dessus du maître-autel; œuvre de Vincenzo Pagani). En 1568, l’ordre des Clareni fut fusionné avec celui des Frères Franciscains et l’Église sur la colline et le petit monastère annexé, entrèrent dans les propriétés du Couvent. alors que ce n’est qu’aux environs du XVIe siècle que le monastère des Piagge est abandonné et que les quelques frères qui restent s’installent à San Francesco. Elles sont restées ses ruines jusqu’au début du XXe siècle, aujourd’hui elles ont complètement disparu. Reste debout l’église de la Vierge des Anges qui, depuis 1860, après la vente des biens ecclésiastiques passa aux mains des particuliers et encore aujourd’hui appartient à une riche famille de Falerone.

### Fêtes
- Le patron est saint Fortunato di Todi (bien que probablement une contamination survenue au XVe siècle qui a conduit à remplacer le patron originaire San Fortunato di Montefalco) célèbre pour les nombreux miracles accomplis à Falerone. Le saint est fêté par le village le 1er juin, avec une grande fête et une procession accompagnée par le corps du drapeau « Ville de Falerone ».

- Le Lundi de l’Ange, dans le « Parc San Paolino » (du quartier homonyme), dans lequel est présente une petite église dédiée au Saint, se déroule un jeu traditionnel semblable aux boules appelé "Totu". En outre, il y a des stands pour manger.

- En continuant il y a la fête de Saint Jean Baptiste en juin à Piane di Falerone et la châtaigneraie en octobre.

- La N'zegna : La deuxième semaine d’août est fêtée la fête de la « Nzegna » (à ne pas confondre avec la Nzegna di Carovigno) où les huit quartiers de la Ville réalisent des chars allégoriques faits uniquement de blé et d’autres dérivés. Avec eux sont écrits de petites « veillées » où les coutumes datent du début du XXe siècle. Le premier dimanche est joué « Le Bal de la Nzegna » dans lequel chaque danseur doit tourner un drapeau de 3 kg sous ses jambes et tenir 5 minutes en faisant toucher moins de fois le drapeau sur le sol. La légende raconte que quand San Fortunato évita l’invasion, un paysan dansa avec l’étendard qui représente le patron en inventant le jeu.

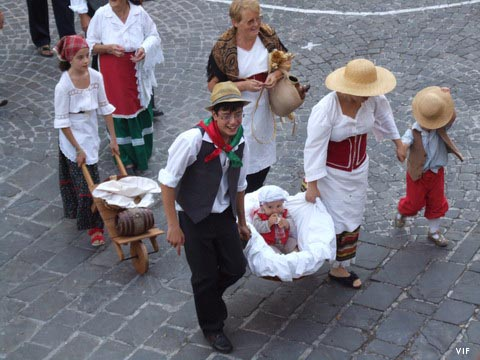
Fête faleronaise.
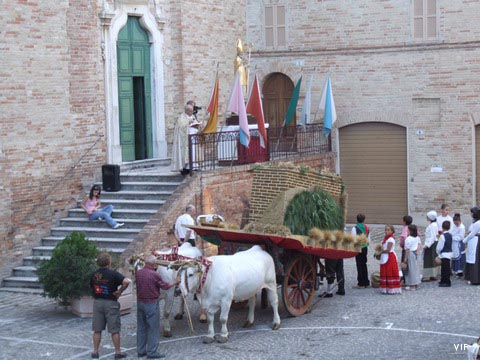
Fête faleronaise.
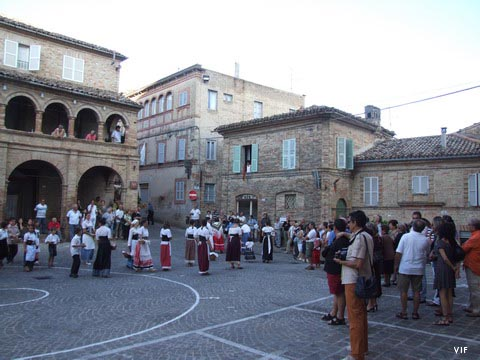
Fête faleronaise.

### Cuisine
Les produits traditionnels du pays sont :
- le serpent de Falerone (en dialecte « lu serpe ») : doux typique de la période de Noël né dans les cuisines de l’ancien monastère des clarisses. C’est un gâteau de pâte brisée en forme de serpent, glacé au chocolat et à l’intérieur rempli d’une pâte d’amandes, amaretti et cannelle. Il est également décoré de cerises rouges confites et de glace royale.

- Huile « Piantone di Falerone » : variété d’huile d’olive extra vierge. Le produit final a un caractère fruité, moyen à l’odorat avec un bon piquant et amer au goût. Dans la cuisine, il est indiqué cru sur les plats tels que les légumes et les grillades de viande rouge.

### Foires
- Fête des pappardelle au canard, en juin.

- Fête de la Scottona des Marches, en juillet.

- Castagnata de Piane di Falerone, en octobre.

## Personnalité de la Ville
- Jacques de Falerone, frère mineur du couvent de Mogliano, compagnon de Saint François d’Assise mentionné aux chapitres 32 et 51 des Fioretti de Saint François d'Assise.
- San Fortunato di Todi, évêque italien du VIe siècle.

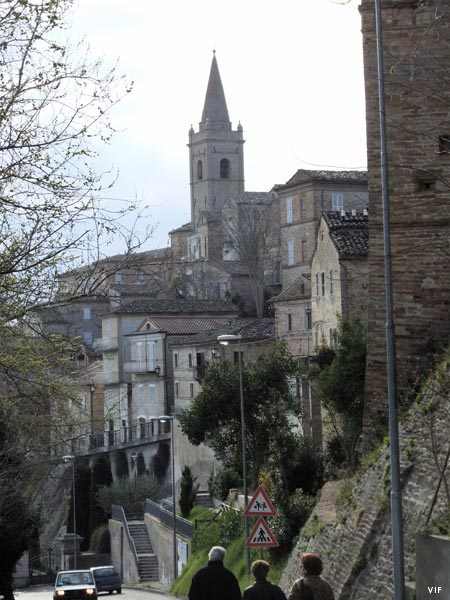
Vue de Falerone.
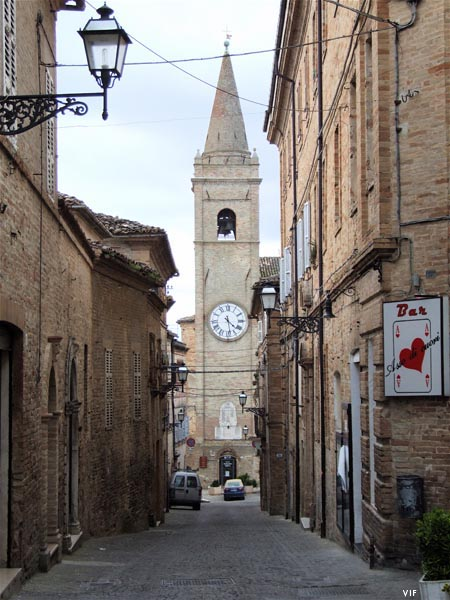
Vue de Falerone.
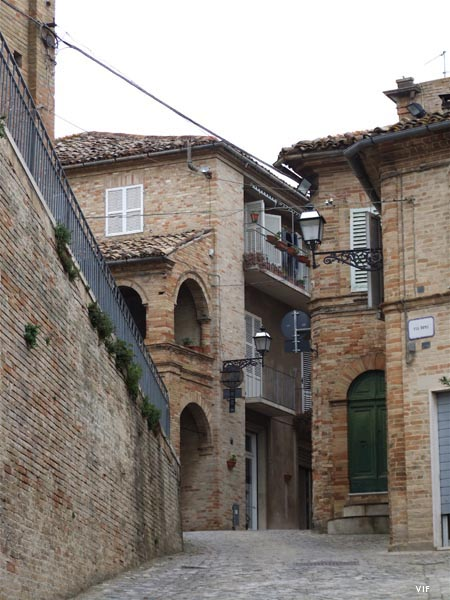
Vue de Falerone.

## Administration
| Période                                  | Période       | Identité             | Étiquette                  | Qualité |
| ---------------------------------------- | ------------- | -------------------- | -------------------------- | ------- |
| 21 juin 1985                             | 24 avril 1995 | Remo De Minicis      | Partito Comunista Italiano | Maire   |
| 24 avril 1995                            | 14 juin 1999  | Luciano Fagiani      | Lista Civica               | Maire   |
| 14 juin 1999                             | 7 giugno 2009 | Massimo Bertuzzi     | Lista Civica               | Maire   |
| 7 giugno 2009                            | 26 mai 2014   | Giandomenico Ferrini | Lista Civica               | Maire   |
| 26 mai 2014                              | en cours      | Armando Altini       | Lista Civica               | Maire   |
| Les données manquantes sont à compléter. |               |                      |                            |         |

### Hameaux
Piane di Falerone, Parc archéologique Falerio Picenus.

### Communes limitrophes
Belmonte Piceno, Montappone, Monte Vidon Corrado, Montegiorgio, Penna San Giovanni, Sant'Angelo in Pontano, Servigliano.

### Jumelage
La commune est jumelée avec :
- Cormeilles (Eure) (France)[3].